# 山岡町立山岡小学校田代分校
山岡町立山岡小学校田代分校（やまおかちょうりつ　やまおかしょうがっこう　たしろぶんこう）は、かつて岐阜県恵那郡山岡町（現・恵那市）に存在した公立小学校の分校。

## 概要
- 山岡小学校の分校であり、山岡町西部（旧・鶴岡村）の田代地区の児童が通学していた。1982年廃校。

## 沿革
田代村は学制公布時は、吉良見村の鴻鱗学校への通学であった。
- 1875年（明治8年）5月 - 田代村に田代学校が開校。南宮神社[注釈 2]を仮校舎とする。
- 1886年（明治19年）10月 - が田代簡易科小学校に改称する。
- 1891年（明治24年）3月 - 校舎を新築し移転。
- 1893年（明治26年）1月 - 田代尋常小学校に改称する。
- 1897年（明治30年）4月1日 - 下手向村、釜屋村、原村、田代村が合併し、鶴岡村が発足。
- 1901年（明治34年）4月 - 下手向尋常小学校、原尋常小学校、田代尋常小学校が統合され、鶴岡尋常小学校となる。旧・田代尋常小学校は鶴岡尋常小学校田代分教場となる。尋常科1・2年生が通学する。
- 1908年（明治41年）7月 - 鶴岡尋常高等小学校田代分教場に改称する。
- 1941年（昭和16年）4月1日 - 鶴岡国民学校田代分教場に改称する。
- 1947年（昭和22年）4月1日 - 鶴岡村立鶴岡小学校田代分校に改称する。
- 1955年（昭和30年）3月1日 - 遠山村と鶴岡村が合併し、山岡町が発足。同時に山岡町立山岡西小学校田代分校に改称する。
- 1964年（昭和39年）3月31日 - 山岡西小学校と山岡東小学校が統合され、山岡小学校が開校する。山岡西小学校田代分校は山岡小学校に移管され、山岡小学校田代分校となる。
- 1965年（昭和40年） - 山岡町の小学校の分校の統廃合が検討されるが、田代分校は存続となる[注釈 3]。
- 1975年（昭和50年）4月 - 休校。
- 1982年（昭和57年）6月 - 廃校。